# 網狀馬勃
網狀馬勃（Lycoperdon perlatum）是傘菌科中的一種，通常被稱為馬勃、疣狀馬勃球、鑲滿寶石的馬勃菌或魔鬼鼻煙壺的馬勃球菌。其為中等大小的馬勃菌，圓形子實體逐漸變細，1.5到6公分（0.6至2.4英寸）寬、3至10公分（1.2至3.9英寸）高。菌體為灰白色，頂部覆蓋容易經由摩擦而掉落、呈網狀圖案的短刺毛。個體成熟時轉為棕色，當菇體受到壓力（如被觸摸或被落下的雨滴滴到）時，頂部的孔會打開並釋放孢子。馬勃菌普遍生長於田野、花園、道路旁及草地上。菇體幼嫩時可食用，內部菌肉為白色的，但食用前須注意避免與具毒性之鵝膏菌的未成熟體混淆。網紋馬勃通常透過表面紋理的差異可和其他類似的馬勃菌作區別。現今研究已從網紋馬勃的子實體中分離和鑑定出幾種化合物，如使馬勃產生特殊氣味的揮發性固醇衍生物，以及一種特別的胺基酸lycoperdic acid。馬勃菌萃取物具有抗細菌和抗真菌作用。

## 分類學
1796年，真菌學家克里斯蒂安·亨德里克·珀森（Christiaan Hendrik Persoon，1761年－1836年）在科學文獻中首次描述了這個物種。
同類型包括Lycoperdon gemmatum （如1783年8月Batsch所述[4]；Lycoperdon gemmatum var. perlatum （由Elias Magnus Fries於1829年出版）;Lycoperdon bonordenii（ George Edward Massee ，1887）; 和Lycoperdon perlatum var。 bonordenii （AC Perdeck，1950）。
網狀馬勃為馬勃屬。經過分子分析後發現其與 L.finalatum 有相近的親緣關係。
perlatum是拉丁語中"普遍”的意思。俗稱the common puffball 普遍馬勃，寶石鑲嵌馬勃（或寶石馬勃），疣狀馬勃或魔鬼鼻煙壺；塞繆爾弗雷德里克格雷在1821年的作品“英國植物的自然排列”中稱它為珍珠般的氣球。因為一些土著居民認為孢子會導致失明，所以馬勃地區有一些地方名稱，如“盲人怒吼”和“無眼睛”。

## 說明
網狀馬勃之子實體形狀從梨形扁平頂部到接近球形皆有，大小約1.5－6公分（0.6－2.4英寸）寬、3－7公分（1.2－2.8英寸）高。其有一個莖狀基座，子實體表面覆蓋短圓錐形的刺及顆粒狀的疣。白色、灰色或棕色的刺容易被外力破壞後在其上留下網狀的麻斑或疤痕。馬勃的基座很厚，並有內室。菇體最初為白色，趨成熟時逐漸轉為黃色、橄欖色或褐色。
成熟時網狀馬勃頂部的exoperidium逐漸消失，露出在endoperidium上預先形成的孔狀結構，孢子可藉由此結構釋放。在馬勃幼體之內部的產孢體為白色、堅硬狀，後隨著孢子成熟變為棕色粉末狀。其產孢體含有微小的腔室，當孢子成熟之後腔室會自行崩解。成熟的馬勃菌被觸摸到或雨滴落下時會經過子實體的孔洞釋放粉狀孢子，其膨大的孢子以大約100厘米/秒的速度從孔中噴出，在撞擊後百分之一秒形成厘米高的雲狀物， 可以釋放超過一百萬個孢子。
孢子為厚壁、球形，其上覆蓋著細小的刺，直徑為3.5-4.5 微米。毛細血管（capillitia，產孢組織中有孢子嵌入的細絲狀菌絲）呈黃褐色至褐色，缺乏隔膜，直徑為3-7.5μm。其擔子呈棍棒狀，其上產生四個擔孢子。擔子具有長度不等的5-10個長度不等的四個細長擔子柄。表面刺由假實質的菌絲（pseudoparenchymatous，類似於高等植物的薄壁組織）組成，其中單個菌絲細胞呈球形或橢圓形、厚壁，此類菌絲沒有扣子體構造。

## 可食性

### 每100克營養價值
熱量
1,845.5千焦耳（441.1千卡）
碳水化合物：
42克
脂肪：
10.6克
蛋白質：
44.9克
礦物質：
銅25％0.5毫克
鐵42％5.5毫克
錳29％0.6毫克
鋅5％0.5毫克
百分比大致採用美國對成年人的建議 。 
資料來源： 美國農業部營養數據庫。
網狀馬勃之全白色的幼體為一種食用菌種，有“窮人的甜餅”之暱稱。其菇體可以與麵糊、雞蛋、麵包屑片混合油炸後食用，也可作為餃子的內餡。1861年時，Elias Fries把菇體烘乾並且加鹽、胡椒和油之後食用，其成熟體則不可食用。其菇體對其他動物也有吸引力：如北方飛鼠（ Glaucomys sabrinus ）會取以食用、馬勃球蟲（ Caenocara subglobosum）則將菇體作為居所。營養分析表明其含有蛋白質、碳水化合物、脂肪和數種微量營養素。馬勃菌中的主要脂肪酸是亞油酸（佔總脂肪酸的37％）、油酸（24％）、棕櫚酸（14.5％）和硬脂酸（6.4％）。
鵝膏菌的幼體可能會與馬勃菌混淆，食入不成熟的鵝膏菌有致命的危險。此時可以將子實體切片鏡檢，檢查他們的菇體內部結構以區別馬勃和鵝膏菌。此外，鵝膏菌表面通常不會有突起。
網狀馬勃孢子表面含有許多細微的刺，吸入時可引起肺部刺激（松果體病）。

## 類似物種
馬蹄蓮和L.finalatum為兩種看起來像馬勃球的物種，此外還有其他幾種可能與L. perlatum混淆的馬勃菌物種。 在美國太平洋西北地區發現的L. nettyanum覆蓋有顆粒狀斑塊，但與L. perlatum相比，這些顆粒更堅固地粘附在表面上。L. pyriforme在表面缺乏突出的刺，且在腐爛的木材上生長 ，它可能看起來是長在陸地上。廣泛分佈且常見的L.umbrinum具有在磨掉時不留下疤痕的刺，成熟時從暗褐色到紫褐色的顏色變化，並且具有紫色底色。小型稀有物種L. muscorum生長在深苔中。L. peckii可以透過它幼時帶有薰衣草色的刺來區別於L. pyriforme 。L. rimulatum有紫色，幾乎完全光滑的exoperidium。L. excipuliforme個體則更大更灰，並且在成熟的個體中，其子實體的上部完全分解並釋放其孢子。在該領域中， L.finalatum與L. perlatum的區別在於 L. marginatum的刺從不規則薄片中的exoperidium脫落。

## 生態和分佈
網狀馬勃是一種腐生擔子菌，可以單獨、分散或成群地在地面上生長，其也可能以仙女環形式生長。而其典型的棲息地包括樹林、草地和道路。
據報導顯示，此菌種出現地有：非洲（ 肯尼亞 、 盧旺達 、[35] 坦桑尼亞 [36] ）、亞洲（中國、喜馬拉雅山、日本、南部印度）、澳大利亞、歐洲、新西蘭和南美洲（巴西）。它來自格陵蘭島的亞北極地區和冰島的亞高山地區。在北美，它被認為是最常見的馬勃球物種，其範圍從阿拉斯加到墨西哥，於中美洲不常見。該菌種曾經於幾內亞、巴拉圭、羅馬尼亞、塞拉利昂和瑞典的郵票上出現。
馬勃菌可以藉由生物累積作用累積土壤中的重金屬，可做為重金屬、硒之土壤汙染的生物指示劑。在1977年的一項研究中，從康涅狄格州州際公路附近的草地收集的樣本顯示鎘和鉛的濃度很高。其生物質已通過實驗證明可以從水溶液中去除汞離子，目前正在研究將網狀馬勃作為一種用於水和含汞廢水的處理，低成本、可再生的生物性吸附材料。

## 化學
Lycoperdic酸為自網狀馬勃中分離出的氨基酸。另已從其子實體中分離鑑定出幾種類固醇衍生物，包括（S）-23-羥基丙氨酸 ，麥角甾醇α-內過氧化物，麥角甾醇9,11-脫氫內過氧化物和（23E）- 蘭諾斯-8,23-二烯-3β，25-二醇。化合物3-辛酮 ， 1-辛烯-3-醇和（Z）-3-辛烯-1-醇是賦予馬勃球氣味和香味的揮發性化學物質的主要組分。馬勃菌提取物對人類致病菌 枯草芽孢桿菌，金黃色葡萄球菌，大腸桿菌和銅綠假單胞菌的實驗室培養物具有相對高水平的抗微生物活性，其活性與抗生素氨芐青黴素相當。據報導，馬勃菌提取物對白色假絲酵母、熱帶假絲酵母、煙曲霉、交鏈孢黴、灰葡萄孢及大麗輪枝菌具有抗真菌活性。2009年的一項研究發現L. perlatum馬勃菌含有濃度為每公斤蘑菇約14毫克的肉桂酸，果實體則含有色素黑色素。